# 御厨恭輔
御厨 恭輔（みくりや きょうすけ）は、日本のアニメーション監督。

## 経歴
『ルパン三世 (TV第2シリーズ)』で演出担当のメインスタッフとして活躍。制作が一時中断していたTVアニメ『名探偵ホームズ』が1984年に製作再開となった際、宮崎駿の後を継ぎ監督を務めた。

## 主な作品リスト

### テレビアニメ
- 巨人の星(制作進行/演出助手/演出[4])
- ルパン三世 (TV第1シリーズ)(演出助手）
- 赤胴鈴之助（演出助手）
- 荒野の少年イサム（絵コンテ/演出）
- 柔道讃歌（演出）
- ガンバの冒険(演出）
- 元祖天才バカボン(脚本/演出）
- あらいぐまラスカル（脚本/絵コンテ[3])
- ルパン三世 (TV第2シリーズ)(絵コンテ/演出）[6]
- じゃりン子チエ(演出）
- レディ・ジョージィ（演出）
- 名探偵ホームズ（監督）[8]
- アニメ三銃士(演出）
- きこちゃんすまいる（演出）
- HARELUYAⅡ BØY(絵コンテ/演出）
- フォーチュン・クエストL（絵コンテ/演出）
- ビーストウォーズII 超生命体トランスフォーマー（絵コンテ/演出）
- ロスト・ユニバース（演出）
- 突撃! パッパラ隊（演出）
- 時空探偵ゲンシクン（演出）
- 超特急ヒカリアン（絵コンテ/演出）
- ジバクくん（演出）
- ファーブル先生は名探偵（絵コンテ/演出）

以降、みくりや恭輔名義。
- PROJECT ARMS <プロジェクトアームズ>（絵コンテ/演出）
- PROJECT ARMS The 2nd Chapter（絵コンテ/演出）
- キャプテン翼(演出)
- NARUTO -ナルト-(演出)
- アソボット戦記五九(演出)
- ハングリーハート WILD STRIKER(演出)
- ポポロクロイス(演出)
- エンジェル・ハート(演出)
- 貧乏姉妹物語(演出)
- MÄR-メルヘヴン-(演出)
- ぼくらの(演出)
- To LOVEる -とらぶる-(演出)
- テレビまんが 昭和物語(演出)

### OVA
- まんだら屋の良太（監督協力）
- 楳図かずおの呪い(監督協力)
- 創竜伝（監督/演出)